# 树舍站
树舍站是位于贵州省威宁彝族回族苗族自治县龙场镇树舍村的一个铁路车站，邮政编码553104。车站建于1965年，有贵昆铁路经过该站，曾办理客货运业务，但已于2012年12月6日停运，车站及其上下行区间均已电气化。车站距离贵阳站295公里，隶属成都铁路局，是四等站。